# Handkuss

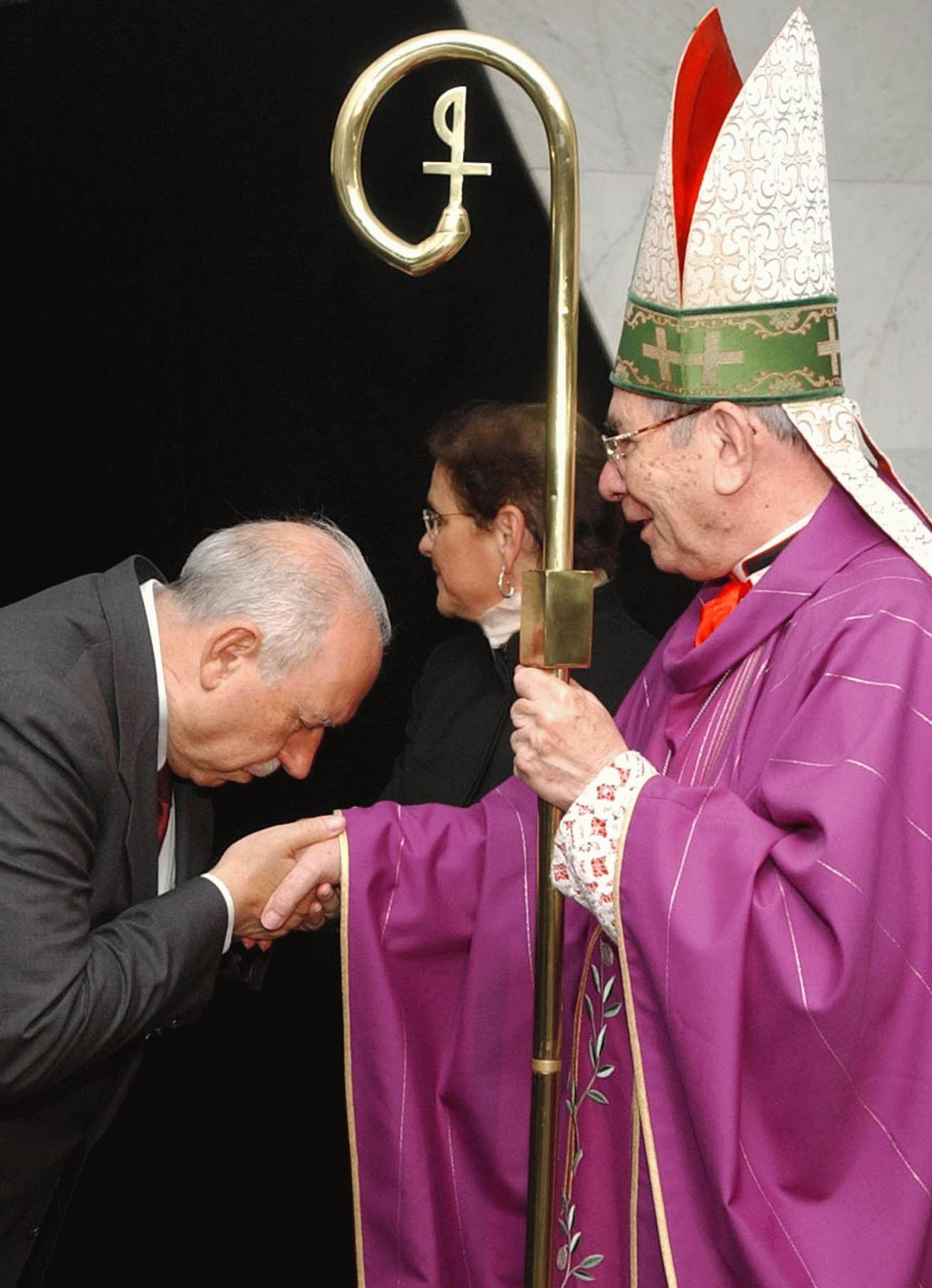
José Alencar küsst Kardinal Freire Falcão

Ein Handkuss ist ein vollendeter oder bewusst unvollendeter Kuss auf den Rücken einer vom Adressaten meist eigens dafür hingehaltenen Hand. Er kann unter anderem aus Respekt, Unterwürfigkeit oder Liebe gegeben werden.

## Der Handkuss traditionell

### In Europa

#### Männer gegenüber Frauen

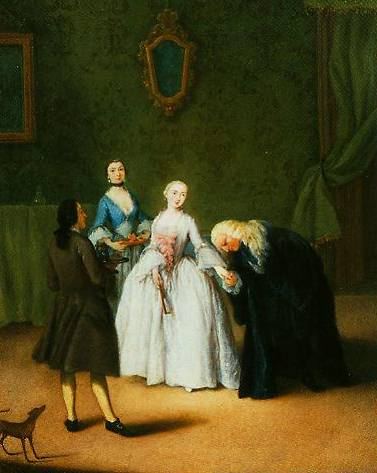
Der Handkuss. Gemälde von Pietro Longhi, 1746

Nach traditioneller Etikette kann ein Handkuss vollzogen werden, wenn ein Mann einer Frau gegenüber besondere Wertschätzung, Ergebenheit, Demut, Bewunderung, Huldigung oder Verehrung zum Ausdruck bringen will. Er beugt dazu ehrerbietig den Nacken vor ihr und deutet respektvoll einen Kuss ihrer dargebotenen rechten Hand an, welche er zuvor leicht nach oben führt. Wenn er sich nach Abschluss des Handkusses wieder aufrichtet, sollte der Mann Blickkontakt herstellen. Frauen behalten etwaige Handschuhe an. Als fehlerhaft angesehen wird es, wenn die Hand der Dame zu fest gehalten oder ruckartig nach oben geführt wird. Ebenso ist es falsch, wenn die Hand tatsächlich geküsst (d. h. der Kuss nicht nur angedeutet) wird. Küsst ein Mann einer Frau tatsächlich die Hand, wird dies unter Umständen als Liebeserklärung gedeutet.
Als überholt gelten heute Regeln, wonach ein Handkuss nur verheirateten Frauen gebührt oder nur in geschlossenen Räumen ausgeführt werden darf.
Die Sehnsucht, die in der bloßen Andeutung liegen kann, hat eine (in der westlichen Welt weitgehend vergessene) kulturgeschichtliche Tradition (Ich küsse Ihre Hand, Madame). In besonders traditionell ausgerichteten Gesellschaften oder Familien ist der Handkuss noch heute die gebräuchliche Form des Heiratsantrags. Der künftige Bräutigam kniet dabei zuerst vor der Mutter der Braut nieder und trägt sein Anliegen vor. Erhält er die Zustimmung seiner künftigen Schwiegermutter, so reicht zunächst diese ihm die Hand zum Kuss. Anschließend kniet er zu Füßen seiner Verlobten nieder und bittet sie, seine Gattin zu werden. Willigt auch sie ein, gestattet sie ihm ebenfalls, als Zeichen ihrer Zustimmung ihre Hand zu küssen, was er mit der größtmöglichen Ehrerbietung tut. Anschließend steckt er ihr den Ehering an, bevor er ihre nunmehr ringgeschmückte Hand, noch immer kniend, ein weiteres Mal respektvoll mit gebeugtem Nacken an die Lippen führt. Dieser zweite Handkuss, wobei gleichzeitig die Hand und der Ehering geküsst werden, drückt die Ergebenheit und Demut des Mannes ihr gegenüber aus, die in diesem Moment aus seiner Verlobten zu seiner Dame und Gemahlin wird.

#### Gegenüber Würdenträgern

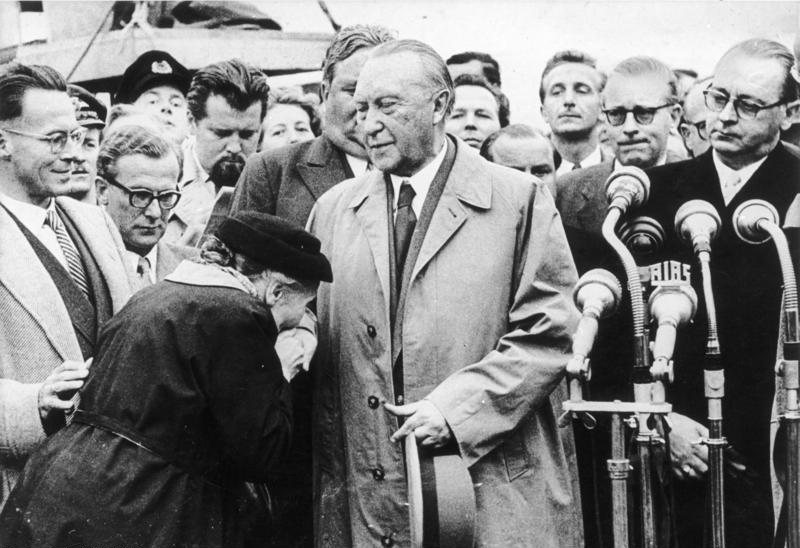
Die Mutter eines Kriegsgefangenen dankt Bundeskanzler Konrad Adenauer

Im Übrigen ist der Handkuss in Europa noch gegenüber katholischen und orthodoxen Geistlichen vom Bischof aufwärts sowie gegenüber weiblichen Monarchen gebräuchlich, wenn auch in der Regel nicht zwingend vorgeschrieben. Bei Geistlichen wird dabei der an der rechten Hand getragene Siegelring, beim Papst der Fischerring geküsst. War es früher üblich, den Fischerring kniend zu küssen, reicht heute bei Männern eine mehr oder weniger tiefe Verbeugung, bei Frauen eine leichte Kniebeuge. Monarchinnen gegenüber wird der Handkuss in der Regel nur angedeutet, nicht voll ausgeführt. Dabei macht der Mann eine deutliche Verbeugung, die Dame, je nach Vorschrift, einen einfachen Hofknicks.
Eine bekannte Szene aus der frühen Bundesrepublik ist der Handkuss, mit dem die Mutter eines Kriegsgefangenen Konrad Adenauer für die Heimkehr der Zehntausend dankt.

### Außerhalb Europas

#### Türkei
In der Türkei und auch teilweise traditionellen Gesellschaften Ost- und Südostasiens ist es durchaus üblich, aus Respekt den Eltern, Lehrern und wesentlich älteren Verwandten oder Bekannten die Hand zur Begrüßung zu küssen. Dies geschieht z. B. nach langem Wiedersehen, bei Festen oder nach besonderen Ereignissen wie Verlobung oder Heirat. Bei dieser Tradition wird der Respektsperson zuerst der Handrücken geküsst und danach kurz auf die eigene Stirn gelegt. Der islamischen Tradition folgend, wird dies jedoch fast ausschließlich gegenüber älteren Personen gemacht und nur bei Ausnahmesituationen bei Gleichaltrigen oder gar Jüngeren.

## Ursprünge

### Herrschaftssoziologisch

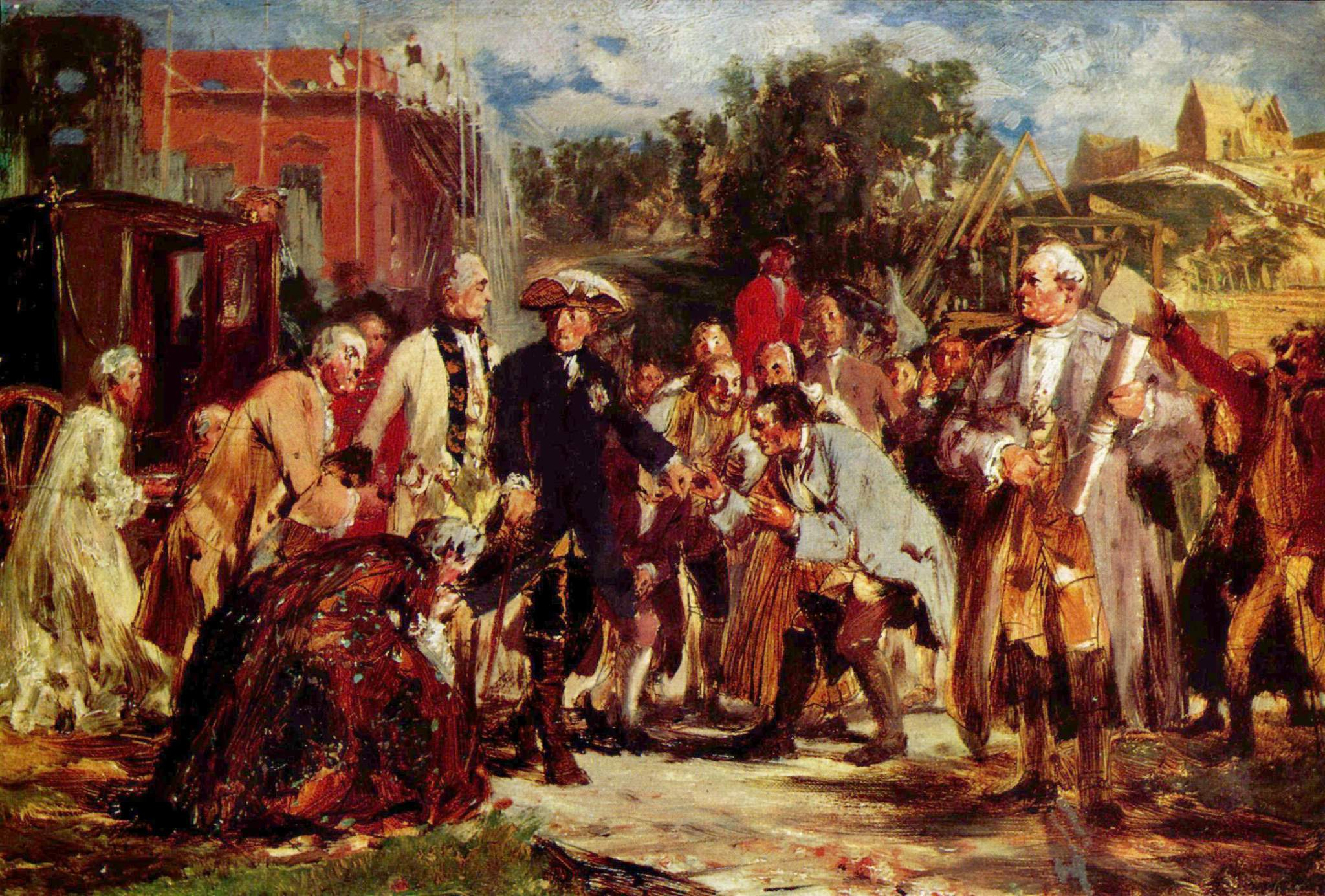
Friedrich der Große auf Reisen. Gemälde von Adolph Menzel. Rechts vom König will ihm ein Mann die Hand küssen, links küsst ihm eine „Dame von Stand“ gar nur den Rocksaum.

Der Handkuss hat seinen Ursprung in dem Küssen des Siegelringes eines höhergestellten Adligen oder Geistlichen im Mittelalter und in der Frühen Neuzeit. Der Siegelring war Zeichen und Legitimation der Macht, der man durch den Kuss Respekt und Unterwerfung bekundete. Hieraus entwickelte sich im Absolutismus der Handkuss als Zeichen der persönlichsten Ehrerweisung des Untertanen gegenüber dem (männlichen) Herrscher. Im 17. und 18. Jahrhundert galt es als besondere Gunst, die Hand des Herrschers gereicht zu bekommen, welche wie selbstverständlich nicht geschüttelt, sondern geküsst wurde. So war diese Gunst üblicherweise Angehörigen des Adels sowie dem Monarchen besonders Nahestehenden vorbehalten – selbst auf einer vergleichsweise fortschrittlichen Institution wie der Herzoglich Württembergischen Karlsschule, wie der junge Friedrich Schiller erlebte:

„Die Statuten der Karlsschule verboten streng jeden Kontakt zwischen den adligen und den bürgerlichen Akademisten. Sie waren durch Kleidung, Rangordnung und durch für die Bürgerlichen demütigende Vorschriften voneinander getrennt. Adligen bot beispielsweise der Herzog die Hand zum Kusse. Bürgerliche mussten ihm, das Knie beugend, den Rocksaum küssen.“

Umso größer war die Auszeichnung, wenn ein Monarch einem Untergebenen die Hand küsste! So hob etwa Voltaire während seines Zerwürfnisses mit König Friedrich dem Großen im Jahr 1753 gegenüber seinen Freunden ausdrücklich hervor, dass dieser, der König, ihm, dem bürgerlichen Schriftsteller, vor lauter Bewunderung für sein literarisches Genie „des öfteren die Hände geküsst habe“.
Auch im 19. Jahrhundert noch galt der Handkuss im deutschen Raum als Auszeichnung, nicht als Demütigung. Prinz Kraft zu Hohenlohe-Ingelfingen berichtet, wie sich preußische Soldaten nach dem Sieg in der Schlacht bei Königgrätz gegenüber König Wilhelm I. von Preußen verhielten, als er unter ihnen auf dem Schlachtfeld erschien:

„Alles drängte sich herzu, ihm die Hände zu küssen, und da es nicht jeder konnte, so waren die zufrieden, die ihm die Stiefel oder den Schweif des Pferdes küssen konnten.“

Auch innerhalb der – adeligen und nichtadeligen – Familie war der Handkuss für Vater und Mutter eine übliche Form der besonderen Ehrerbietung. Kronprinz Friedrich Wilhelm von Preußen notierte über den Augenblick der Kaiserproklamation im Spiegelsaal zu Versailles 1871 in sein Tagebuch:

„Dieser Augenblick war mächtig ergreifend, ja überwältigend und nahm sich wunderbar schön aus. Ich beugte ein Knie vor dem Kaiser [seinem Vater, dem nunmehrigen Kaiser Wilhelm I.] und küsste ihm die Hand, worauf er mich aufhob und mit tiefer Bewegung umarmte.“

Die Gepflogenheit des herrscherlichen Handkusses übertrug sich auch in andere vergleichbare Dienstverhältnisse. Von dem preußischen Minister Karl Heinrich von Boetticher wird berichtet, dass er sich noch im Jahr 1890 von seinem Dienstherrn Fürst Otto von Bismarck, dem er persönlich einiges verdankte, „mit einem Handkuss verabschiedete“. Vom späteren Generalfeldmarschall August von Mackensen heißt es, dass er „im Jahre 1904 für die Armee eine neue Sitte schuf, indem er dem Kaiser [also Wilhelm II.] die Hand küsste“. Karl Kraus schließlich lässt in seinem Drama Die letzten Tage der Menschheit einen neu geadelten Parvenü seinen Bekannten, einen Beamten am Kaiserhof, im Sommer 1914, kurz vor Ausbruch des Ersten Weltkrieges, einen „Handkuss an Seine Durchlaucht“ – gemeint ist der Erste Obersthofmeister Fürst Montenuovo – ausrichten.
Spätestens um 1900 wurde der Handkuss an den Monarchen und hohen Vorgesetzten in West- und Mitteleuropa weithin als Zeichen unnötiger Selbstverleugnung und Servilität sowie als Ausdruck eines fragwürdigen Byzantinismus gesehen und kritisiert. Mit dem Sturz der deutschen und russischen Monarchien 1917/18 kam er völlig außer Gebrauch. Bürgerlichen Machthabern, auch Diktatoren, wurde nicht die Hand geküsst, mochte ihre Stellung auch noch so sehr mit jener absoluter Könige vergleichbar gewesen sein.
In Großbritannien wird die Zeremonie, bei der ein Politiker vom Monarchen aufgefordert wird, eine Regierung zu bilden, noch heute als kissing hands bezeichnet. Der Handkuss steht hier als Zeichen der Loyalität. Ein physischer Handkuss findet bei der Zeremonie jedoch (meist) nicht mehr statt.

### Geschlechtersoziologisch

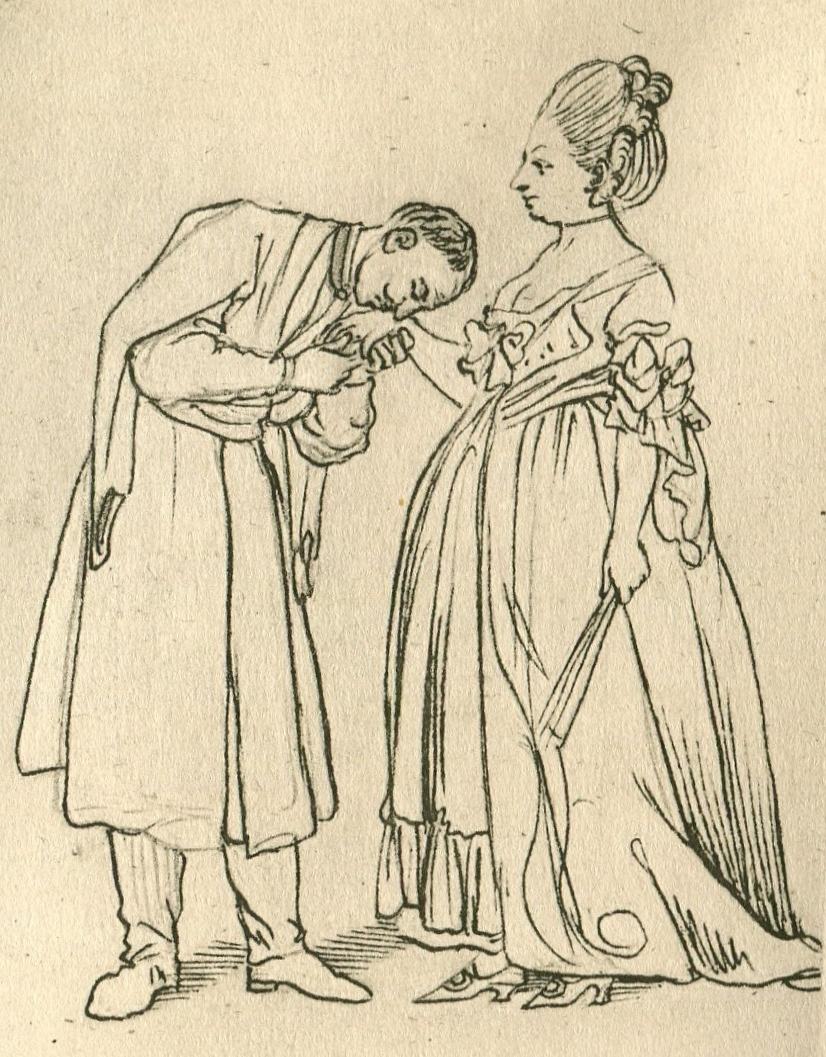
Handkuss von Daniel Chodowiecki

Während der Handkuss seine herrschaftssoziologische Dimension im europäischen Raum mittlerweile verloren hat, besteht die geschlechtersoziologische nach wie vor fort. Über Jahrhunderte war er besonders in adligen und großbürgerlichen Kreisen die übliche Art, wie Männer Damen begrüßten. Es galt als unfein, die Hand einer Frau zu schütteln. In Österreich wurde die Tradition des Handkusses bis weit in das 20. Jahrhundert gepflegt und kommt bei besonderen Anlässen wie dem Wiener Opernball oder in der Tanzschule sowie in gewissen gesellschaftlichen Kreisen nach wie vor zur Anwendung. Entsprechend war dort bis in die jüngste Vergangenheit auch die Grußformel „Küss die Hand!“ gebräuchlich, die mit dem Handkuss in Zusammenhang steht. So auch in Ungarn, wobei „kezét csókolom!“ (Ich küsse Ihre Hand.) zu „csókolom!“ (Ich küsse Sie) abgekürzt als Gruß älteren Damen oder Erwachsenen gegenüber noch heute üblich ist; ebenso in Rumänien, wo die Grußformel „sărut mâna!“ (Ich küsse die Hand) lautet.
In Polen ist der Handkuss auch heute noch üblich. Vor allem ältere Männer nutzen diese Form als Ausdruck eines großen Danks, einer Entschuldigung oder einer Gratulation. Unter jungen Polen ist der Handkuss seltener, aber nicht völlig unüblich. Bei einem Heiratsantrag gilt das Gewähren des Handkusses durch die zukünftige Braut als Annahme des Antrags, wobei der künftige Bräutigam die Hand der Dame kniend an seine Lippen führt.